# メチルブルー
メチルブルー（Methyl Blue）は、C37H27N3Na2O9S3の化学式で表される化合物である。コットンブルー（Cotton blue）、ヘルベチカブルー（Helvetia blue）、アシッドブルー93（Acid blue 93）、C.I. 42780などの別称がある。メチルブルーは組織学的な研究の際に、膠原線維などの結合組織やコラーゲンを青く染める染料として用いられる。メチルブルーは水溶性で、エタノールにも多少溶ける。アザン・マロリー染色などで、膠原線維を青く染色する際に用いることがある。
メチルブルーは細菌の細胞壁を染色するのにも用いられる。またメチルブルーとウォーターブルーを混合することで、マッソン・トリクローム染色などに用いられるアニリンブルーWS（アニリンブルー、チャイナブルー）として使用されることもある。そのほか、タリウムと結合する性質を利用して、タリウム汚染の判別にも用いられる。